# 十三翼之战
十三翼之战是铁木真（即成吉思汗）统一蒙古的战役之一。1189年，被各部推举为首领的铁木真与札木合发生军事冲突，札木合於次年集合三万人进犯。铁木真将自己所属三万人分为十三翼，迎战于答阑巴勒主惕。这次战役铁木真虽然失败，但因札木合残杀俘虏，引起部下不满，并归附铁木真，反而增强了他的实力。

## 战役過程
十三翼之战是铁木真统一蒙古草原各部时的一次重要战役。公元12世纪末，在铁木真的领导下，蒙古乞颜部迅速发展壮大，引起札達兰部首领札木合的不满。金明昌元年（即1190年），札木合以其弟弟绐察儿劫掠铁木真马群，卻被铁木真部下所殺為借口，联合泰赤乌部等十三部共三万人，向铁木真發起進攻。铁木真得到札木合部下亦乞列思人的报告后，集结部众三万人，组成十三個「翼」（有指「翼」即是「营」）迎敌。铁木真和母亲訶額侖各分统一翼军，其余各翼多由乞颜部贵族统领。
双方大战于答兰版朱思（今蒙古温都尔汗西北），铁木真戰敗，退避于斡难河（今鄂嫩河）上源狭地，札木合也领军还本部。戰後，札木合将俘虏分七十大锅煮杀又砍下捏儿歹族人察合安豁阿的头颅，拴在马尾上拖着班師。此舉引起各部的不满，纷纷归心于铁木真。此战铁木真败而得众，使其军力得以迅速恢复和壮大。